# Martin Q. Larsson
Martin Q Larsson, född 3 maj 1968 i Trollhättan, är en svensk tonsättare, musiker och inkubatorchef.
Bor i Stockholm. Grundare av Matandarnas transgalaktiska hiphopkapell, New music incubator och Composer’s Radio. 2010-17 ordförande för Föreningen Svenska Tonsättare, och styrelsemedlem i bland annat STIM, KLYS och ECSA, samt Regeringens råd för kulturella och kreativa näringar 2010-12.
Sedan 2018 inkubatorchef för Subtopias kulturinkubator Katapult, sedan 2019 ordförande för creARTive, som organiserar Sveriges inkubatorer för konst och kreativa näringar. 